# Camilla Bergman

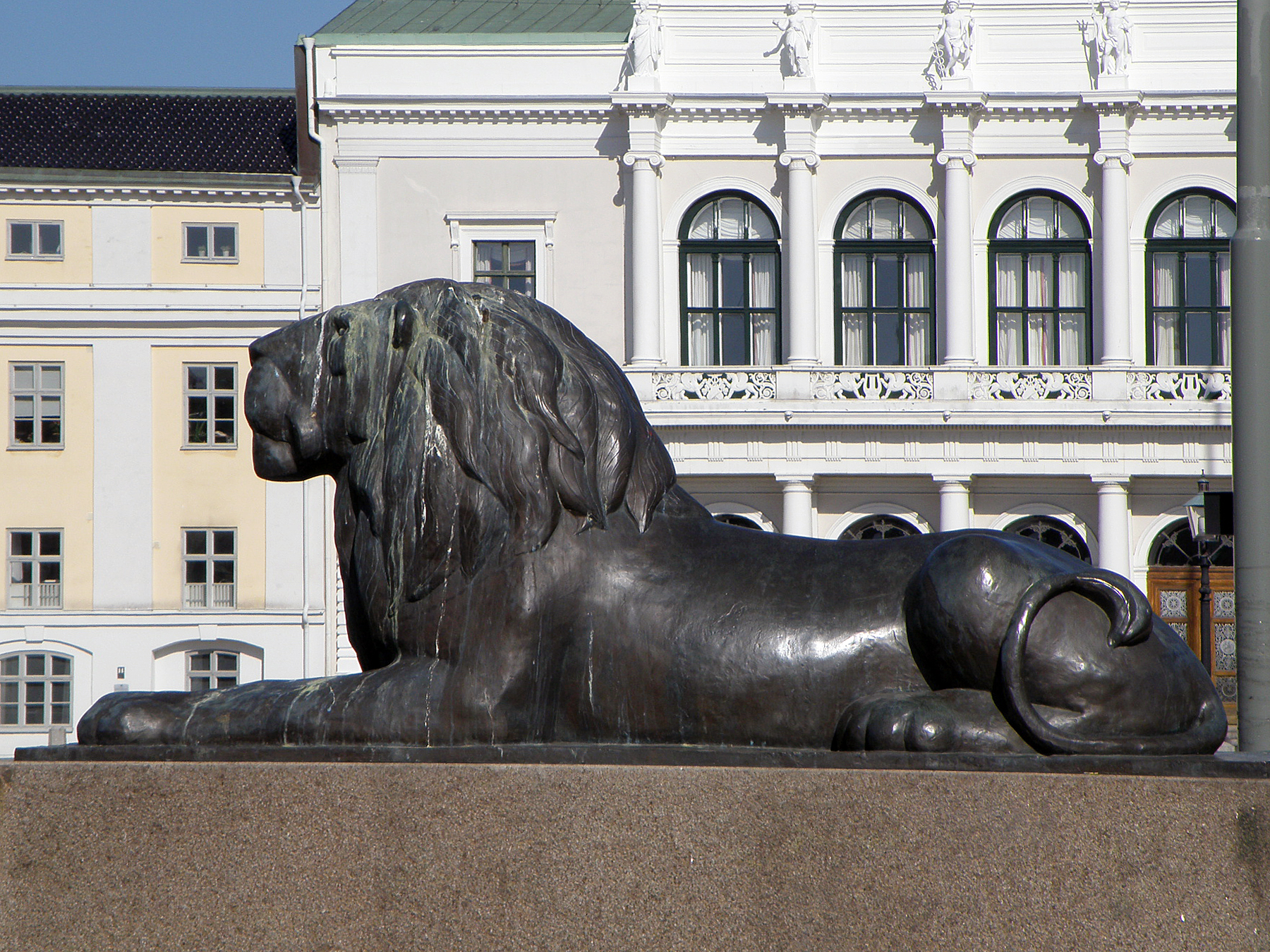
Lejontrappan, Göteborg

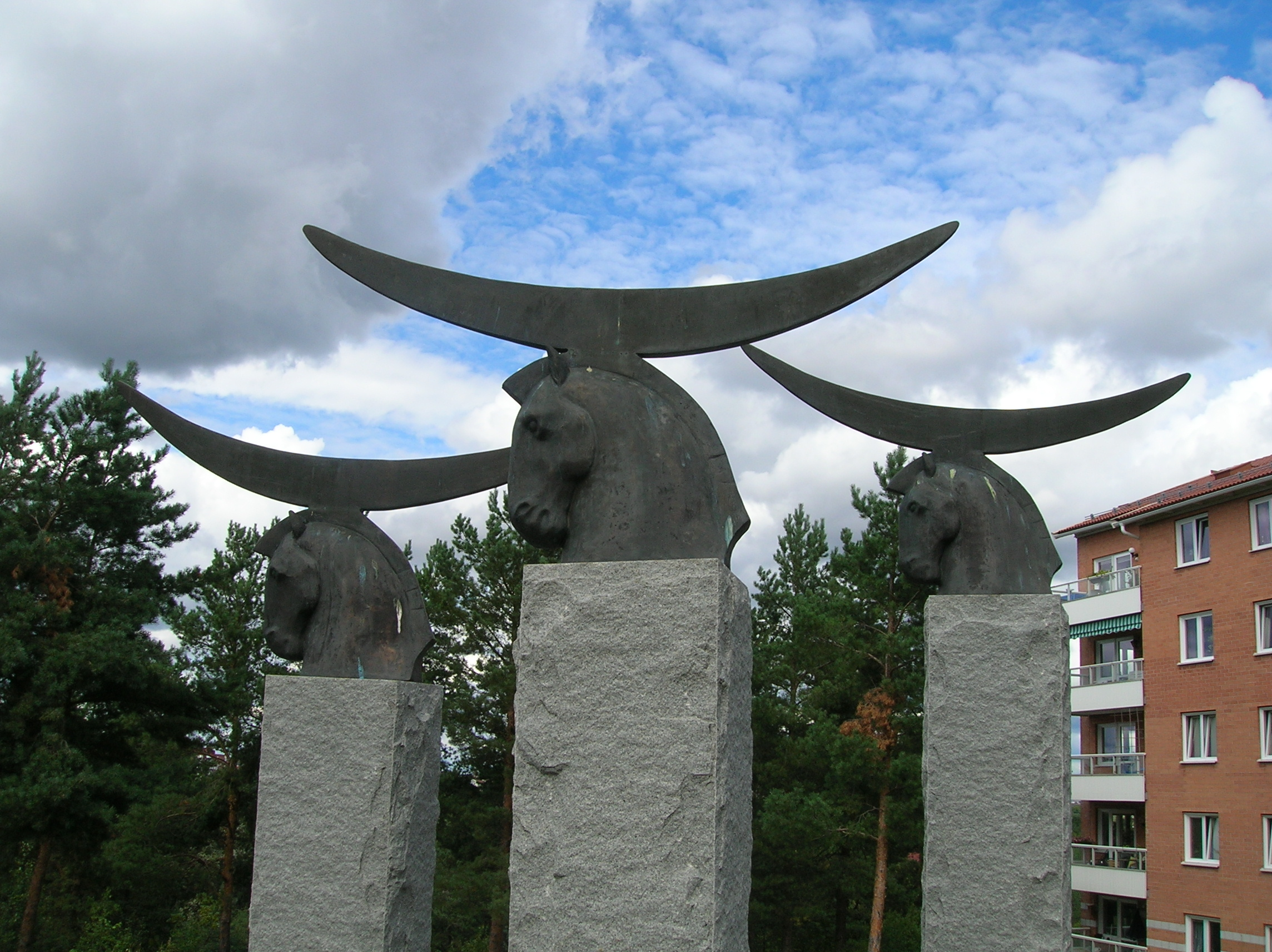
Månhästar, Stockholm

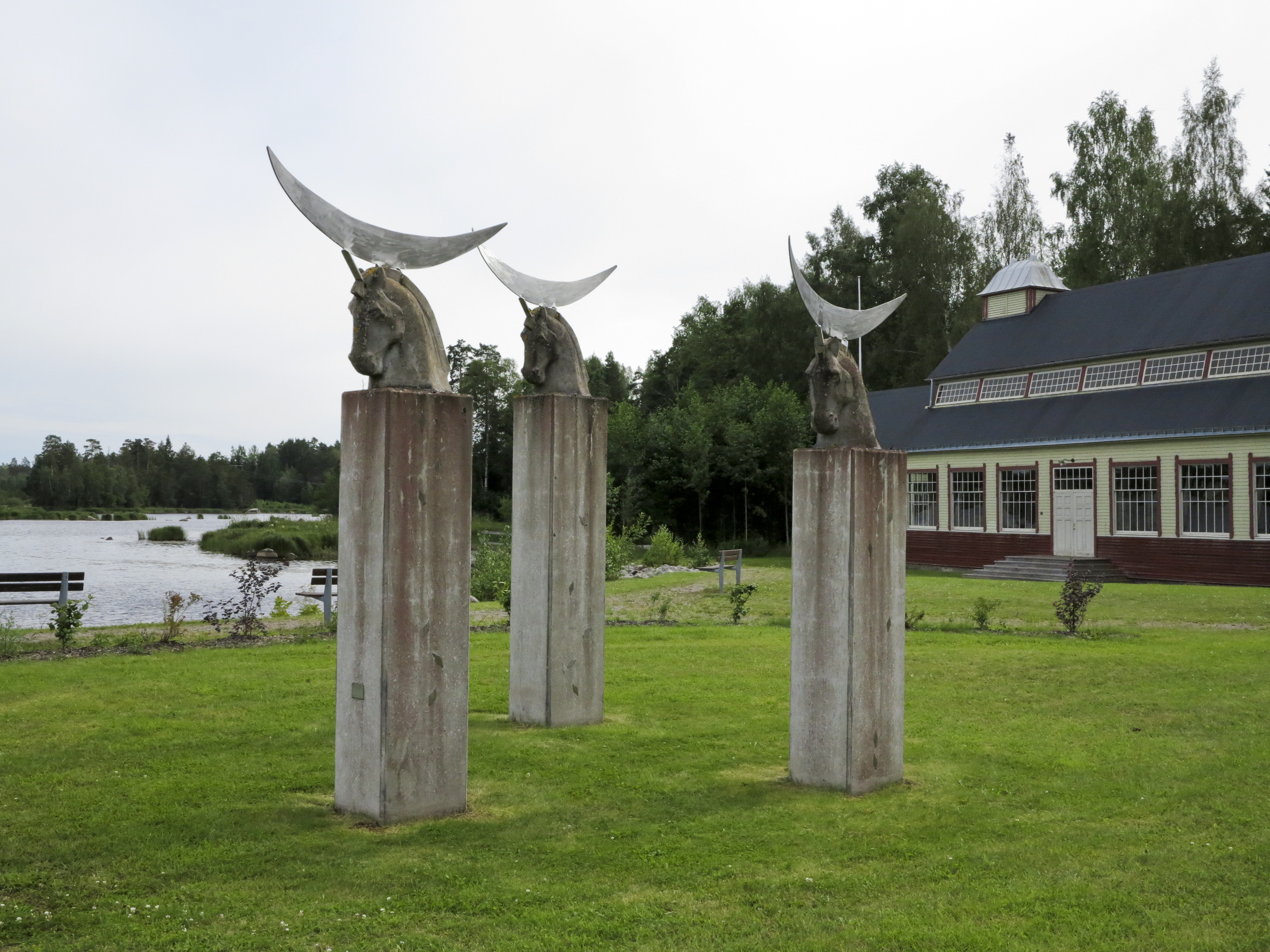
Silverspringare, Laxön, Älvkarleby

Inger Elisabeth Camilla Bergman Skoglund, född Bergman 1 december 1954 i Sundsvall, är en svensk skulptör som är verksam under namnet Camilla Bergman.
Camilla Bergman är utbildad vid Konstfack i Stockholm 1976-78 och i skulptur på Kungliga konsthögskolan i Stockholm 1978-83. Hon är kanske mest känd för de två lejon som flankerar Lejontrappan vid Fontänbron intill Brunnsparken/Gustaf Adolfs Torg i Göteborg.

## Offentliga verk i urval
- Blå vila, färgad betong på granitsockel - Brobacken, Älvkarleby (1988)
- Lejon, brons på granitsockel - Lejontrappan Göteborg (1991)
- Månhästar, brons på granitsockel - Midsommarkransen, Stockholm (1993)
- Silverspringare (variant av månhästar), betong och rostfritt stål - Älvkarleby (1992)
- Urd och Ratatosk, brons på granitsockel - Nornaplatsen Tomtebo, Umeå (1993)
- Afrodite och hennes badkrukor, brons och betong - Parkbadet, Sandviken (1993)
- Dansösen och månen, betong - SVAR, Ramsele (1994)
- Goja, brons - Umeå Universitet (1998)
- lokattsundsvall, brons på granitmur  - Sundsvalls Centralstation (2001)
- Klosterbrunn, betong - Rosariet vid Ystad Kloster (2003)
- Rast och Vila, brons - Herrängens skola, Älvsjö (2006)
- Frida (till minne av Frida Stéenhoff), brons - Esplanaden vid Sundsvalls teater, Sundsvall (2022)